# Моравски диалекти
Моравски диалекти (на чешки: moravština), също моравски говори (moravská nářečí) или моравски език (moravský jazyk), е условно название на диалектите на чешкия език, говорени в географско-историческата област Моравия.
Това понятие обединява 3 групи диалекти:
- средноморавски (централноморавски, ханацки) диалекти,
- източноморавски (моравско-словашки) диалекти,
- северноморавски (силезки, ляшки) диалекти.

Макар официално да са считани за надгрупа диалекти, значителна част от моравците ги смятат за свой обособен моравски език, въпреки че няма литературна норма. По данни от преброяването на населението от 2011 г. в Чехия моравския език посочват за свой роден 108 469 души, от които 45 561 д. считат и чешкия за роден.
В отличие от собствено чешките (бохемски) диалекти, на основата на които в резултат от интеграция се е сформирал народно-разговорният чешки език (obecná čeština), на основата на моравските и чешко-силезките диалекти (в които интеграцията е много по-слаба) са образувани само областни интердиалекти – ханацки/средноморавски (obecná hanáčtina / středomoravština), моравско-словашки (obecná moravská slovenština / slováčtina) и ляшки/силезки (obecná laština / slezština).
Въз основа на отделни моравски диалекти се предприемат опити за създаване на регионална литературна норма. Така например през 1998 г. свой вариант предлага Збишек Шустек (Zbyšek Šustek). В моравската азбука са включени следните графеми:
a, á, b, c, č, d, ď, e, é, f, g, h, ch, i, í, j, k, l, m, n, ň, o, ó, p, q, r, ř, s, š, t, ť, u, ú, v, w, x, y, ý, z, ž.